# Jacques Parizeau
Jacques Parizeau (Montreal, 9 de agosto de 1930 - ib. 1 de junio de 2015) fue un economista, asesor, profesor y político canadiense, miembro del Partido Quebequés y referente del nacionalismo local. Ejerció como primer ministro de esta provincia  desde el 26 de septiembre de 1994 hasta el 28 de enero de 1996.
Durante el tiempo que fue asesor del gobierno de Quebec en los años 1960, impulsó medidas como la nacionalización de la electricidad y la gestión propia de las pensiones contributivas. Su trayectoria como ministro de Finanzas, desde 1976 hasta 1984, fue siempre bajo el gobierno de René Lévesque, fundador del Partido Quebequés e impulsor de la Revolución Tranquila. Parizeau tomó medidas para desarrollar una economía capitalista e intervencionista, francófona y de vocación nacional.
Favorable a la soberanía de Quebec, en su mandato como primer ministro fue el impulsor del referéndum de independencia de octubre de 1995. A pesar de defender la separación de Canadá, el «no» ganó por un estrecho margen y Parizeau presentó su dimisión, después de haber prometido que dejaría el cargo en caso de derrota.

## Biografía

### Formación y carrera profesional
Nació en Montreal en 1930, en el seno de una familia acomodada. Su padre Gérard Parizeau era un hombre de negocios e historiador, y dueño de una de las mayores fortunas de Quebec gracias a una correduría que creó en los años 1930. Por otra parte su abuelo, el doctor Damase Dalpé, fue miembro de la Asamblea Nacional de Quebec desde 1892 hasta 1897 y caballero de la Legión de Honor quebequesa.
Durante su infancia estudió en el Collège Stanislas, una escuela privada francófona y católica. Después se diplomó en la escuela de negocios HEC Montréal, viajó a Francia para ingresar en el Instituto de Estudios Políticos de París y la Facultad de Derecho de la Universidad de París, y obtuvo el doctorado en la London School of Economics de Londres. Tras ello realizó una beca en la sede del Banco de Canadá en Ottawa y fue profesor de posgrado en la Universidad de Queen. En 1955 obtuvo una plaza de profesor en la HEC Montréal, donde trabajó hasta 1976.
Su formación académica le permitió ser asesor del gobierno de Quebec en la década de 1960 durante la Revolución Tranquila, periodo en el que Quebec desarrolló su singularidad económica y cultural, tanto para el Partido Liberal como para la Unión Nacional. En su labor tuvo una gran influencia de las tesis de John Maynard Keynes sobre el intervencionismo. Entre sus decisiones destacan la nacionalización de la compañía eléctrica Hydro-Québec y la gestión propia de las pensiones contributivas, a través de un fondo estatal independiente de la seguridad social canadiense.

### Trayectoria política

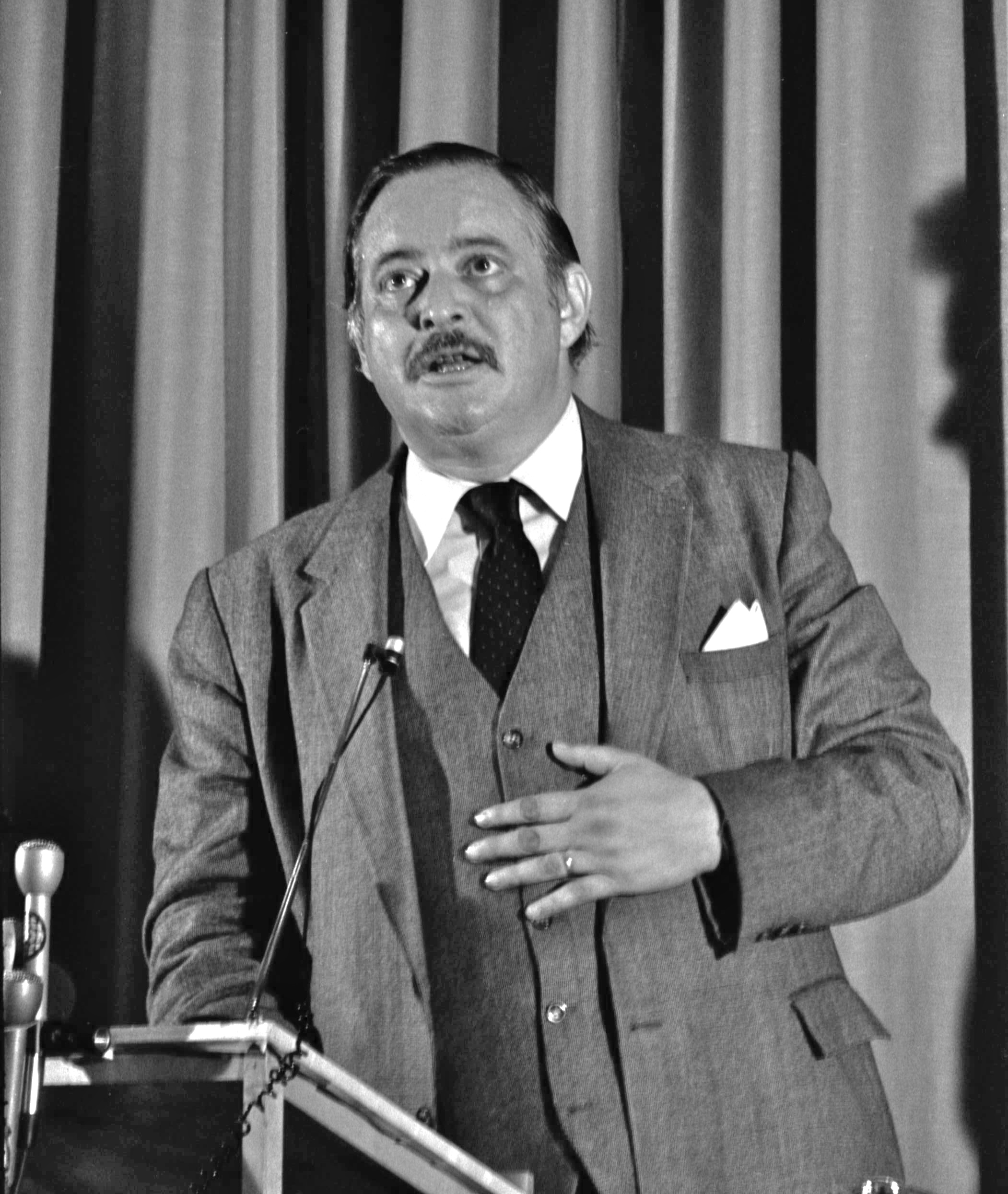
Jacques Parizeau, en su etapa como ministro de Finanzas (1981).

Al principio Jacques Parizeau era partidario del federalismo canadiense, después asumió el nacionalismo quebequés y finalmente fue un convencido soberanista. Él consideraba que la independencia de Quebec beneficiaría al desarrollo económico del país y le dotaría de autonomía en el escenario mundial. Por eso el 19 de septiembre de 1969 se afilió al Partido Quebequés, de ideología soberanista y socialdemócrata.
Se presentó a las elecciones de 1970 y 1973 pero no consiguió escaño. Finalmente lo logró en los comicios de 1976 por la circunscripción de L'Assomption. Ese año el líder de su partido, René Lévesque, venció con el 41% de los votos y se convirtió en el primer ministro de Quebec. Jacques Parizeau fue nombrado ministro de Finanzas, cargo que ocupó desde 1976 hasta 1984.
El gobierno de Lévesque se caracterizó por políticas para normalizar el idioma francés en Quebec y por impulsar un referéndum de independencia en 1980. Parizeau jugó un papel importante al defender la soberanía política de Quebec con una asociación económica a Canadá. Sin embargo, la propuesta fue rechazada por el 60% de los electores. Parizeau revalidó su escaño en las elecciones de 1981 por la misma circunscripción y siguió en el ministerio, pero se vio afectado por la recesión económica. Para atajarla tomó medidas liberales y recortó el salario de todos los empleados públicos, lo cual bajó su popularidad.
La segunda legislatura de Lévesque estuvo marcada por las negociaciones con Canadá para una reforma de la constitución que no prosperó. En desacuerdo con la posición federalista del mandatario, Parizeau y seis ministros más presentaron su dimisión en noviembre de 1984. Al año siguiente hubo elecciones anticipadas, marcadas sobre todo por el rumbo de la economía. El Partido Liberal de Quebec resultó vencedor por mayoría absoluta y Parizeau quedó fuera de la Asamblea Nacional. Tras esa derrota, regresó a su plaza de profesor titular en la HEC Montréal pero se mantuvo activo en política.
El 19 de marzo de 1988 fue elegido presidente del Partido Quebequés. En las elecciones de 1989 recuperó su escaño por la circunscripción de L'Assomption y se convirtió en el líder de la oposición. El rechazo al Acuerdo del Lago Meech, la crisis económica y la negativa a la reforma constitucional de 1992 incrementaron el apoyo a la independencia de Quebec.

### Primer ministro de Quebec
El Partido Quebequés de Jacques Parizeau venció en las elecciones del 12 de septiembre de 1994, por lo que el economista se convirtió en el primer ministro de Quebec. Su principal propuesta era convocar antes de 1996 un nuevo referéndum de indepèndencia, y prometió que dimitiría del cargo si los electores votaban por la permanencia en Canadá.
El referéndum de independencia de Quebec se convocó para el 30 de octubre de 1995. Si bien el partido de Parizeau ganó las elecciones, las encuestas arrojaban un rechazo mayoritario a la secesión. Para convencer al electorado, el primer ministro se puso de acuerdo con el conservador Lucien Bouchard, del Bloque Quebequense. Bouchard tenía un perfil más moderado y cercano a los votantes, lo que incrementó el apoyo al bloque del «sí» a la independencia en los sondeos. No obstante, tres días antes el gobierno federal apoyó una marcha de la unidad, en la que unos 100.000 canadienses viajaron a Montreal para pedir a los quebequeses que votaran en contra.
El resultado final fue el rechazo a la independencia por un estrecho margen: un 50,58% para el «no», muy concentrado en Montreal y los pueblos nativos, frente al 49,42% del «sí», votado en las zonas rurales y con mayoría social de franco-canadienses. Tras conocer los resultados, Parizeau hizo un polémico discurso en el que se refirió continuamente a los franco-canadienses como «nosotros» y culpó de la derrota a «voto económico y étnico», en referencia a los inmigrantes, pueblos nativos y los quebequenses anglófonos. Las declaraciones fueron muy criticadas por su carácter excluyente y días después Parizeau tuvo que pedir disculpas.
La derrota forzó a Parizeau a presentar su dimisión, de acuerdo con lo prometido. Lucien Bouchard se pasó al Partido Quebequés y el 29 de enero se convirtió en el nuevo primer ministro de Quebec.

### Retirada de la política
Parizeau se retiró de la vida política en 1996, aunque continuó opinando sobre diferentes aspectos relativos a la economía y la soberanía nacional. Se mostró muy crítico con el gobierno de Bouchard por su posición respecto a la independencia, que se había moderado para aceptar un encaje con Canadá. En ese sentido, fue invitado en numerosas ocasiones para intervenir en conferencias y debates.
En el 2000 el gobierno francés le condecoró con la Legión de Honor, y en 2007 recibió la Orden Nacional de Quebec como Gran Oficial. Su esposa Lisette Lapointe fue elegida diputada por la Asamblea Nacional quebequense en 2007, por la circunscripción de Crémazie. En 2009, publicó un ensayo sobre el pasado, presente y futuro de la independencia de Quebec.
Jacques Parizeau se ha casado en dos ocasiones. Su primera esposa fue Alice Parizeau (nombre de soltera, Alice Poznańska), una escritora y periodista polaca que adoptó la nacionalidad canadiense, y con la que estuvo casado hasta su muerte en 1991. Un año después contrajo matrimonio con Lisette Lapointe, que fue jefa del gabinete de prensa cuando Parizeau fue ministro de Finanzas.
Jacques Parizeau falleció el 1 de junio de 2015 a los 84 años, después de permanecer cinco meses hospitalizado por problemas de salud. El gobierno de Quebec le rindió un funeral de estado.

### Otras lecturas
- Gordon, Stanley. "Parizeau, Jacques Archivado el 29 de noviembre de 2011 en Wayback Machine.", en The Canadian Encyclopedia. Historica Foundation, 2008
- Pelletier, Francine. "Public Enemy Number One: The Life and Times of Jacques Parizeau", en Life and Times. Canadian Broadcasting Corporation, 24 de febrero de 2004